# Éditions Cardinal
 (avril 2025).
Motif : Aucune source
- Archive Wikiwix
- Bing
- Cairn
- DuckDuckGo
- E. Universalis
- Gallica
- Google
- G. Books
- G. News
- G. Scholar
- Persée
- Qwant
- (zh) Baidu
- (ru) Yandex
- (wd) trouver des œuvres sur Wikidata

| 1. | Préciser le motif de la pose du bandeau. | Précisez le motif de la pose du bandeau en utilisant la syntaxe suivante : {{admissibilité à vérifier\|date=juillet 2025\|motif=remplacez ce texte par le motif}}                      |
| 2. | Informer les utilisateurs concernés.     | Pensez à avertir le créateur de l'article, par exemple, en insérant le code ci-dessous sur sa page de discussion : {{subst:avertissement admissibilité à vérifier\|Éditions Cardinal}} |

 (octobre 2020).
La mise en forme du texte ne suit pas les recommandations de Wikipédia : il faut le « wikifier ».
Les points d'amélioration suivants sont les cas les plus fréquents :
- Les titres sont pré-formatés par le logiciel. Ils ne sont ni en capitales, ni en gras.
- Le texte ne doit pas être écrit en capitales (les noms de famille non plus), ni en gras, ni en italique, ni en « petit »…
- Le gras n'est utilisé que pour surligner le titre de l'article dans l'introduction, une seule fois.
- L'italique est rarement utilisé : mots en langue étrangère, titres d'œuvres, noms de bateaux, etc.
- Les citations ne sont pas en italique mais en corps de texte normal. Elles sont entourées par des guillemets français : « et ».
- Les listes à puces sont à éviter, des paragraphes rédigés étant largement préférés. Les tableaux sont à réserver à la présentation de données structurées (résultats, etc.).
- Les appels de note de bas de page (petits chiffres en exposant, introduits par l'outil «  Source ») sont à placer entre la fin de phrase et le point final[comme ça].
- Les liens internes (vers d'autres articles de Wikipédia) sont à choisir avec parcimonie. Créez des liens vers des articles approfondissant le sujet. Les termes génériques sans rapport avec le sujet sont à éviter, ainsi que les répétitions de liens vers un même terme.
- Les liens externes sont à placer uniquement dans une section « Liens externes », à la fin de l'article. Ces liens sont à choisir avec parcimonie suivant les règles définies. Si un lien sert de source à l'article, son insertion dans le texte est à faire par les notes de bas de page.
- La présentation des références doit suivre les conventions bibliographiques. Il est recommandé d'utiliser les modèles {{Ouvrage}}, {{Chapitre}}, {{Article}}, {{Lien web}} et/ou {{Bibliographie}}. Le mode d'édition visuel peut mettre en forme automatiquement les références.
- Insérer une infobox (cadre d'informations à droite) n'est pas obligatoire pour parachever la mise en page.

Pour une aide détaillée, merci de consulter Aide:Wikification.
Si vous pensez que ces points ont été résolus, vous pouvez retirer ce bandeau et améliorer la mise en forme d'un autre article.
 (novembre 2011).
Si vous disposez d'ouvrages ou d'articles de référence ou si vous connaissez des sites web de qualité traitant du thème abordé ici, merci de compléter l'article en donnant les références utiles à sa vérifiabilité et en les liant à la section « Notes et références ».
Les Éditions Cardinal est une maison d’édition située à Montréal (Canada) appartenant depuis novembre 2014 au Groupe Québec Amérique. 

## Historique
Fondée en 1987 par Richard Trempe, la maison a changé d'orientation éditoriale en 2008 avec l'arrivée d'Antoine Ross Trempe à la tête de l'entreprise pour se spécialiser dans la conception, le développement et la publication d’ouvrages gastronomiques et pratiques. Ross Trempe assume depuis cette date le poste de directeur général.
La maison a retenu l’attention du public et des médias ces dernières années grâce notamment aux titres suivants: les 2 tomes de 3 fois par jour (Marilou et Alexandre Champagne), Ton Petit Look (Carolane et Josiane Stratis), Ma retraite yoga à la maison (Annie Langlois), Damask et Dentelle (Vanessa Sicotte), Cafés (Jean-Michel Dufaux), Quartiers disparus et Scandale! (sous la direction de Paul-André Linteau et Catherine Charlebois), Moutarde Chou et St-Tite (Emilie Villeneuve et Olivier Blouin), Chefs de famille (Emilie Villeneuve et Clémence Risler), Le Cuisinier rebelle, Le Cuisinier rebelle – Amuse-gueules autour du monde, Le Cuisinier rebelle – Mixologies, et Le Cuisinier rebelle en feu, et Le Cuisinier rebelle - Road trip BBQ (Antoine Sicotte), Mille milliards d'amies (Marianne Desautels-Marissal), Les Touilleurs – Techniques gourmandes (Sylvain Côté et François Longpré), Lumières d’Afrique (Sophie Langlois et Normand Blouin), Admissions – Courts-métrages photographiques (Jocelyn Michel), Marché Jean-Talon – Recettes & Portraits (Susan Semenak), Le Navet - Revue de l'année 2013 et 2014, Pouceux - 60 récits de bord de route (Hélène Mercier et Philippe Marois), Cuisinez avec Maria Loggia et Célébrez avec Maria Loggia (Maria Loggia), Les Carnivores infidèles – 60 recettes végés pour tromper votre boucher (Catherine Lefebvre) ainsi que plusieurs autres.
Avec 200 000 exemplaires du livre Trois fois par jour vendus au Québec et plus d’une dizaine de titres ayant franchi le cap des 30 000 exemplaires, les Éditions Cardinal compte aujourd’hui parmi les acteurs incontournables du beau-livre de création québécoise.

## Prix reçus
- Les Touilleurs : Prix du meilleur livre de cuisine en français pour le Canada catégorie « Television » aux Gourmand World Cookbook Awards 2013
- Moutarde Chou : Prix du meilleur livre de cuisine en français pour le Canada catégorie «Best Street Food Book» aux Gourmand World Cookbook Awards 2013
- Le Cuisinier rebelle : Prix du meilleur premier livre pour le Canada français aux Gourmand World Cookbook Awards 2009 et médaille d’argent dans la catégorie « culture alimentaire canadienne » au concours Taste Canada 2010
- Cuisinez avec Maria Loggia : Prix du meilleur premier livre pour le Canada français aux Gourmand World Cookbook Awards 2009
- Le cuisinier rebelle en feu : Prix du meilleur livre de barbecue pour le Canada français aux Gourmand World Cookbook Awards 2014
- Trois fois par jour : Prix du meilleur livre de cuisine santé et nutrition pour le Canada français aux Gourmand World Cookbook Awards 2014.
- Scandale! Le Montréal illicite, 1940-1960 : Premier prix de la catégorie “Pictorial / beaux livres" de la 35e édition des Alcuin Awards qui récompense les plus beaux livres du Canada pour l’année 2016

## Publications

### 2009
- Le Cuisinier rebelle (Antoine Sicotte)
- Cuisinez avec Maria Loggia (Maria Loggia)

### 2010
- Cuisiner avec le sirop d’érable du Québec (Anne Fortin)
- Derrière le rideau (Lisette David)

### 2011
- Le Cuisinier rebelle – Mixologies (Antoine Sicotte)
- Le Cuisinier rebelle – Amuse-gueules autour du monde (Antoine Sicotte)
- Les Carnivores infidèles – 60 recettes végés pour tromper votre boucher (Catherine Lefebvre)
- Les aliments contre l'arthrite et l'arthrose (Rachel Fontaine)
- La santé par les vinaigres (Céline Trégan)
- La guérison dans votre assiette (Rachel Fontaine)
- La santé au supermarché (Céline Trégan)
- Marché Jean-Talon – Recettes & Portraits (Susan Semenak)

### 2012
- Moutarde Chou (Emilie Villeneuve et Olivier Blouin)
- Les Touilleurs – Techniques gourmandes (Sylvain Côté et François Longpré)
- Admissions – Courts-métrages photographiques (Jocelyn Michel)
- Célébrez avec Maria Loggia (Maria Loggia)
- Les 60 meilleurs burgers du monde… Point final.
- Les 60 meilleures recettes pour étudiants du monde… Point final.
- Les 60 meilleures pizzas du monde… Point final.
- Les 60 meilleures sauces pour pâtes du monde… Point final.
- Les 60 meilleures soupes du monde… Point final.
- Les 60 meilleures boîtes à lunch du monde… Point final.
- Les 60 meilleurs plats gratinés du monde… Point final.
- Les 60 meilleurs plats farcis du monde… Point final.
- Les 60 meilleurs plats mijotés du monde… Point final.
- Les 60 meilleures salades du monde… Point final.

### 2013
- De l’utilité de voyager léger (Catherine Lefebvre)
- Les 60 meilleures recettes festives du monde… Point final.
- Les 60 meilleures brochettes du monde… Point final.
- Les 60 meilleurs brunchs du monde… Point final.
- Les 60 meilleurs plats végétariens du monde… Point final.
- Les 60 meilleurs smoothies santé du monde… Point final.
- Les 60 meilleurs desserts du monde… Point final.
- Les 60 meilleurs plats rôtis du monde… Point final.
- La santé par les smoothies (Céline Trégan)
- Les 60 meilleures recettes rapides du monde… Point final.
- Les 60 meilleurs plats réconfortants du monde… Point final.
- Les 60 meilleures recettes familiales… Point final.
- Condescendance et poignées d’amour – 180 histoires antirides (Antoine Ross Trempe)
- Les 60 meilleurs plats sautés du monde… Point final.
- Les 60 meilleurs cadeaux gourmands… Point final.
- Le Navet - Revue de l'année 2013

### 2014
- Les 60 meilleures recettes de la mer du monde... Point final.
- Les 60 meilleures recettes santé du monde... Point final.
- Le cuisinier rebelle en feu (Antoine Sicotte)
- POUCEUX - 60 récits de bord de route (Hélène Mercier et Philippe Marois)
- St-Tite - Une histoire tirée par les chevaux (Emilie Villeneuve et Olivier Blouin)
- Trois fois par jour (Marilou et Alexandre Champagne)
- Lumières d'Afrique (Sophie Langlois et Normand Blouin)
- Quartiers disparus (Catherine Charlebois et Paul-André Linteau)

### 2015
- Chefs de famille (Emilie Villeneuve et Clémence Risler)
- La Bible de l'athéisme (Sam Harris)
- Les guides drôles et sympathiques sur l'art de vivre au chalet (Marie-Catherine Lapointe et Sarah Marcotte-Boislard)
- Délices Détox (Jacynthe René)
- Cafés (Jean-Michel Dufaux)
- Damask & Dentelle (Vanessa Sicotte)
- Ton Petit Look (Carolane et Josiane Stratis)

### 2016
- Le cuisinier rebelle - Road trip BBQ (Antoine Sicotte)
- 50 questions pour expliquer le web à mon père (Fabien Loszach)
- Micro-gâteaux - 40 gâteaux rapides à faire au micro-ondes (Mima Sinclair)
- Trois fois par jour - Tome 2 (Marilou et Alexandre Champagne)
- Mille milliards d'amies (Marianne Desautels-Marissal)
- Scandale! Le Montréal illicite, 1940-1960 (Catherine Charlebois et Mathieu Lapointe)

### 2017
- Ma retraite yoga à la maison (Annie Langlois)
- Ton Petit Look II - Les filles sont-elles folles? (Carolane et Josiane Stratis)
- Série Portrait : Coco Chanel, Jane Austen, Frida Kahlo, Virginia Woolf (Zena Alkayat et Nina Cosford)